# Льюис (тауншип, Миннесота)
Льюис (англ. Lewis) — тауншип в округе Мил-Лакс, Миннесота, США. На 2000 год его население составило 51 человек.

## География
По данным Бюро переписи населения США площадь тауншипа составляет 93,2 км², из которых 92,6 км² занимает суша, а 0,6 км² — вода (0,69 %).

## Демография
По данным переписи населения 2000 года здесь находились 51 человек, 25 домохозяйств и 14 семей. Плотность населения —  0,6 чел./км². На территории тауншипа расположена 51 постройка со средней плотностью 0,6 построек на один квадратный километр. Расовый состав населения: 100,00 % белых.
Из 25 домохозяйств в 16,0 % воспитывались дети до 18 лет, в 52,0 % проживали супружеские пары, в 4,0 % проживали незамужние женщины и в 44,0 % домохозяйств проживали несемейные люди. 32,0 % домохозяйств состояли из одного человека, при том ни в одном из них не проживали одинокие пожилые люди старше 65 лет. Средний размер домохозяйства — 2,04, а семьи — 2,64 человека.
17,6 % населения — младше 18 лет, 5,9 % — в возрасте от 18 до 24 лет, 25,5 % — от 25 до 44, 39,2 % — от 45 до 64, и 11,8 % — старше 65 лет. Средний возраст — 45 лет. На каждые 100 женщин приходилось 112,5 мужчин. На каждые 100 женщин старше 18 приходилось 133,3 мужчин.
Средний годовой доход домохозяйства составлял 33 750 долларов, а средний годовой доход семьи —  58 750 долларов. Средний доход мужчин —  38 750  долларов, в то время как у женщин — 21 250. Доход на душу населения составил 20 360 долларов. За чертой бедности находились 16,7 % семей и 25,4 % всего населения тауншипа, из которых 45,5 % младше 18 и 22,2 % старше 65 лет.